# Donald Cline
Donald Cline (ur. 1937 r. w Indianapolis) – amerykański lekarz, specjalista leczenia niepłodności.

## Życiorys
Po ukończeniu studiów  lekarskich na Indiana University i odbyciu służby w wojskach lotniczych USA Cline otworzył klinikę leczenia niepłodności w 1979 r. w Indianie, gdzie osiadł z żoną Audrey i dwoma synami. Praktykował do 2009 r., kiedy odszedł na emeryturę.
Stracił prawo wykonywania zawodu, po tym jak córka jednej z jego pacjentek odkryła, że Cline bez wiedzy jej matki dokonał sztucznego zapłodnienia z użyciem własnej spermy. Jak ustalono, Cline zapłodnił co najmniej 94 pacjentki bez ich wiedzy. Pierwsze dowody na jego działalność pojawiły się w 2014 r., jednak ostatecznie sąd nałożył na niego jedynie grzywnę w wysokości 500 dolarów i skazał za utrudnianie działania wymiaru sprawiedliwości, a rok później izba lekarska stanu Indiana pozbawiła go prawa wykonywania zawodu.
Efektem jego sprawy było wprowadzenie w 2019 r. w Indianie prawa penalizującego podmianę materiału genetycznego przy sztucznym zapłodnieniu.
Jego postaci poświęcony jest film dokumentalny Nasz ojciec platformy Netflix.